# Тамулис, Ричардас Ионович
Ричардас Ионович Тамулис (лит. Ričardas Tamulis; 22 июля 1938, Каунас — 22 апреля 2008, Ионава, Каунасский уезд) — советский и литовский боксёр, тренер. Выступал за сборную СССР в средних весовых категориях во второй половине 1950-х — первой половине 1960-х годов. Серебряный призёр летних Олимпийских игр в Токио, трижды чемпион Европы, многократный победитель и призёр национальных первенств. Мастер спорта СССР (1957). Заслуженный мастер спорта СССР. Представлял общество «Спартак» (Каунас).

## Биография
Родился 22 июля 1938 года в Каунасе.
Активно заниматься боксом начал в возрасте пятнадцати лет под руководством тренера Анатанаса Забараса, но позже перешёл в зал заслуженного мастера спорта Альгирдаса Шоцикаса. Впервые заявил о себе в 1958 году на чемпионате СССР, когда, будучи чемпионом Литовской ССР, выиграл в первом полусреднем весе серебряную медаль. В следующем сезоне поднялся на одну весовую категорию и на сей раз завоевал золото национального первенства, надёжно закрепившись в основном составе советской сборной. Впоследствии Тамулис ещё четыре раза становился чемпионом Советского Союза (1961-62, 1964, 1966) и дважды поднимался на третью ступень пьедестала (1963, 1967), кроме того, три раза подряд завоёвывал титул чемпиона Европы (1961, 1963, 1965).
Благодаря череде удачных выступлений в 1964 году Тамулис удостоился права защищать честь страны на летних Олимпийских играх в Токио, был близок к олимпийскому золоту, но, проиграв в финале польскому боксёру Мариану Каспшику, довольствовался серебряной медалью — за это достижение получил от советской федерации бокса звания «Выдающийся боксёр» и «Заслуженный мастер спорта», тогда как в Литве был признан спортсменом года. Всего за карьеру провёл 257 боёв, из них 243 окончил победой. Покинув ринг в конце 1967 года, долгое время работал тренером в каунасском спортивном клубе «Жальгирис», а в 1990 году после выхода Литвы из состава СССР добился некоторых успехов на политической арене страны.
Умер 22 апреля 2008 года в городе Ионава в результате падения с балкона на восьмом этаже. Похоронен на Пятрашюнском кладбище в Каунасе.

## Спортивные достижения
Международные
- XVIII летние Олимпийские игры 1964 года —

- Чемпионат Европы по боксу 1961 года —
- Чемпионат Европы по боксу 1963 года —
- Чемпионат Европы по боксу 1965 года —

Всесоюзные
- II Летняя Спартакиада народов СССР 1959 года —
- III Летняя Спартакиада народов СССР 1963 года —
- IV Летняя Спартакиада народов СССР 1967 года —

- Чемпионат СССР по боксу 1958 года —
- Чемпионат СССР по боксу 1959 года —
- Чемпионат СССР по боксу 1961 года —
- Чемпионат СССР по боксу 1962 года —
- Чемпионат СССР по боксу 1963 года —
- Чемпионат СССР по боксу 1964 года —
- Чемпионат СССР по боксу 1966 года —
- Чемпионат СССР по боксу 1967 года —

Региональные
- Чемпионат Литовской ССР 1958 года —

### Спортивные звания
- «Выдающийся боксёр СССР» (1964)
- Заслуженный мастер спорта СССР